# درشن
درشن (به آلمانی: Derschen) یک شهر در آلمان است که در راینلاند-فالتس واقع شده‌است.

## خصوصیات
درشن ۱٬۱۰۰ نفر جمعیت دارد.